# Los Navarros
Los Navarros es una entidad de población española del municipio de Nacimiento, perteneciente a la provincia de Almería, en la comunidad autónoma de Andalucía.

## Historia
Hacia mediados del siglo XIX, el lugar era referido como una cortijada ya por entonces perteneciente al municipio de Nacimiento. En 2023, la entidad singular de población de Los Navarros tenía empadronados 23 habitantes, todos ellos en diseminado.